# Radisne, Pokrovske
Radisne (în ucraineană Радісне) este un sat în comuna Andriivka din raionul Pokrovske, regiunea Dnipropetrovsk, Ucraina.

## Demografie
Componența lingvistică a localității Radisne
     Ucraineană (100%)
Conform recensământului din 2001, toată populația localității Radisne era vorbitoare de ucraineană (100%).